# ويلسون فروست
ويلسون فروست (بالإنجليزية: Wilson Frost)‏ هو محامي أمريكي، ولد في 27 ديسمبر 1927 في القاهرة في الولايات المتحدة، وتوفي في 5 مايو 2018 في بالم ديسيرت في الولايات المتحدة.